# Визимар
Визимар (умро 335) је био вођа Вандала, који је владао у IV веку.
О њему се мало зна, због недостатка историјских доказа, али је забележен као један од првих владара Вандала. Територија његове државе обухватала је део некадашње римске провинције Дакије (Трансилванија и Источна Мађарска) и неке територије модерне Западне Украјине. Визимар је највероватније умро 335. године у великој бици са Визиготима. 